# Tercer Recinto Fortificado
El Tercer Recinto Fortificado es uno de los cuatro recintos fortificados que componen la ciudadela española de Melilla la Vieja, en Melilla. Está situado entre el Segundo Recinto Fortificado y el Cuarto Recinto Fortificado.

## Historia
Junto con el Segundo Recinto Fortificado, formaba la Villa Vieja, en la que se establecieron los hombres de Juan Alonso Pérez de Guzmán, duque de Medina Sidonia, dirigidos por Pedro de Estopiñán y Virués en la ocupación de Melilla.
En 1604, su tapia de época islámica contaba con una torre redonda y otra cuadrada, sufriendo reparaciones en 1636, entre 1656 y 1659, entre 1669 y 1674, entre 1677 y 1678, entre 1680 y 1682, en 1691 y en 1694. Fue reconstruida entre 1721 y 1722.
Sobre la Batería de San Fernando, entre 1847 y 1867, se construyó el Cuartel del Batallón Disciplinario, derribado actualmente y pavimentado en el 2011 con adoquines formando triángulos.

## Descripción

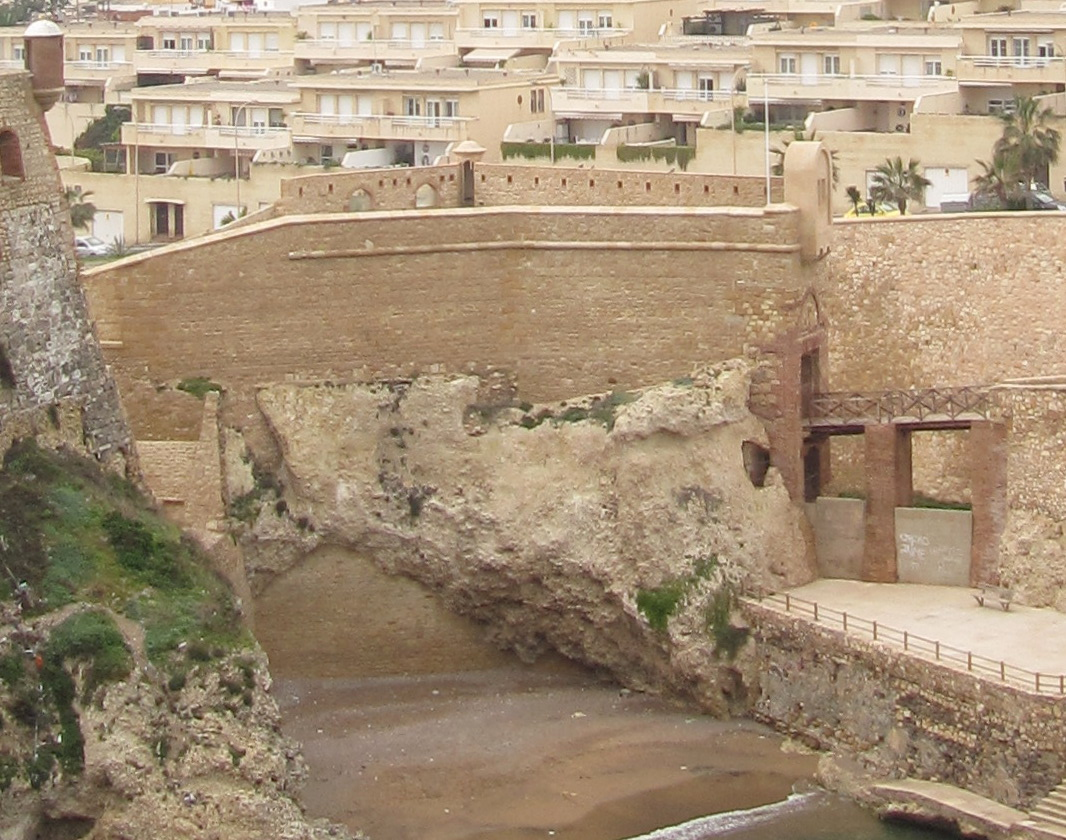
Baluarte de las Cinco Palabras.

Está cercado por la Contraescarpa del Foso del Hornabeque hacia el este. Por el sur la Batería de San Bernabé, de entre 1711 y 1714, según diseño del ingeniero Ungo de Velasco, y reformada entre 1721 y 1722. Delante de él se encuentra la Falsa Braga, de 1722, y bajo ambas, el Túnel de San Fernando, del siglo XIX. Hacia el oeste y haciendo ángulo, se encuentra el Baluarte de San Fernando, de 1721. Continuando por el oeste está el Cuartel de San Fernando, compuesto de una serie de bóvedas dispuestas en paralelo y cada una con su entrada, sobre la que se sitúa la Batería de San Fernando, también de 1721. En el ángulo el Baluarte de las Cinco Palabras, con el Foso de los Carneros, que se sitúa delante, hacía el Cuarto Recinto Fortificado.